# Alsdorf-Ost

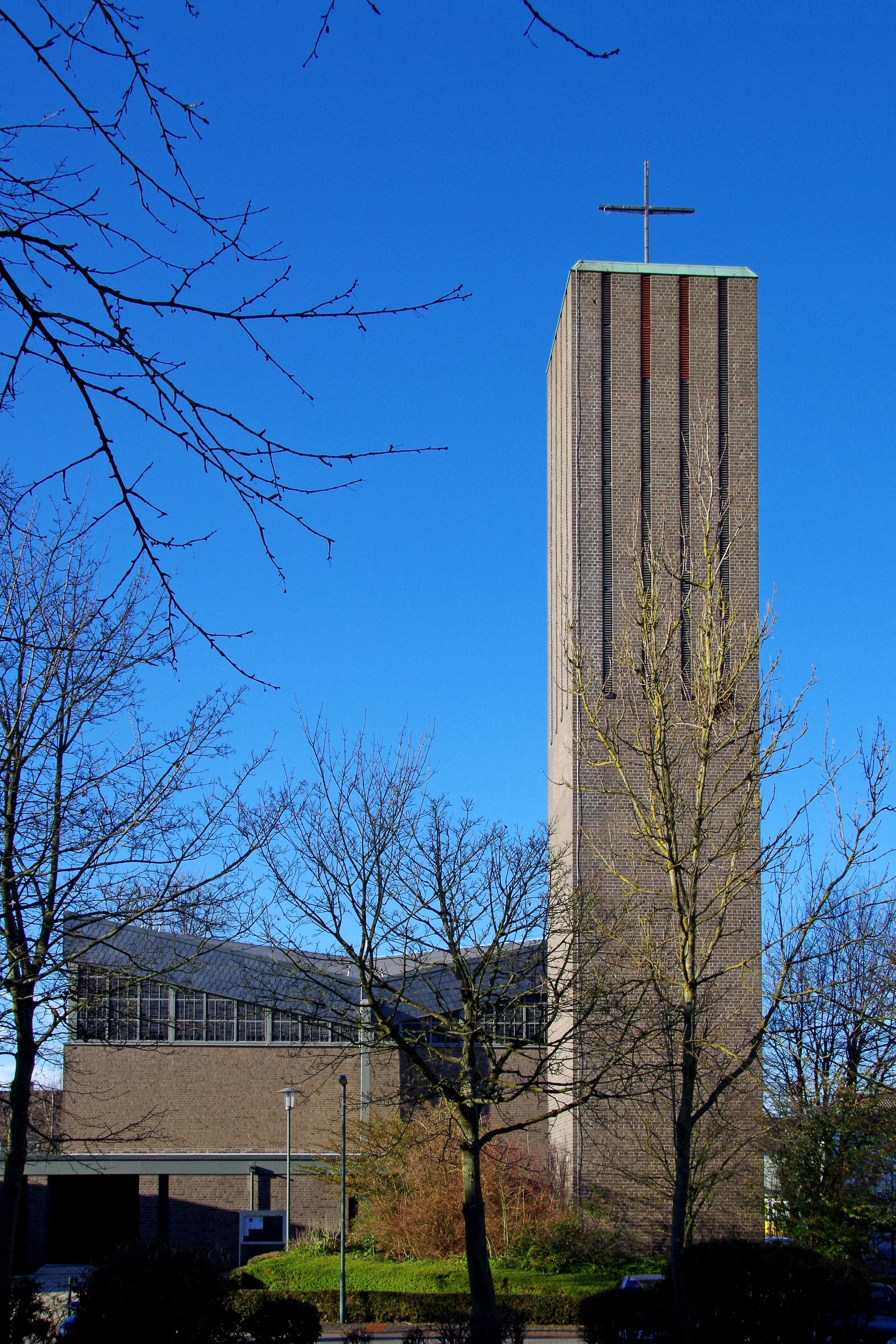
Katholische Kirche St. Josef, Alsdorf-Ost

Die Siedlung Ost oder Alsdorf-Ost ist ein östlich der Innenstadt von Alsdorf in der Städteregion Aachen gelegener Stadtteil. Im Süden liegt der Alsdorfer Stadtteil Kellersberg und im Norden Schaufenberg. Der Stadtteil verfügt über ein Gewerbegebiet und ist Standort der Alsdorfer Polizeihauptwache. Ferner sind hier eine Gemeinschaftsgrundschule und ein Kindergarten. Die katholische Kirche heißt St. Josef.

## Geschichte
Die Aachener Bergmannssiedlungsgesellschaft mbH (ABS) errichtete von 1955 an in mehreren Bauphasen den heutigen Stadtteil Ost, um hier für den 1954 fertiggestellten Franzschacht der Grube Anna neu eingestellte Bergleute mit ihren Familien anzusiedeln. Der erste Bauabschnitt umfasste etwa 800 Wohnungen.

## Verkehr
Die nächste Anschlussstelle ist „Alsdorf“ auf der A 44. Die nächste Euregiobahnhaltestelle ist „Alsdorf-Kellersberg“ seit Dezember 2011. Die nächsten Fernverkehrsbahnhöfe sind „Herzogenrath“ an der Strecke Aachen–Geilenkirchen–Mönchengladbach und „Eschweiler Hbf“ an der Strecke Aachen–Düren–Köln.
Die AVV-Buslinien 28, 29 und AL3 der ASEAG verbinden Alsdorf-Ost mit Alsdorf Mitte, Mariadorf und Eschweiler. Seit dem 25. März 2024 verkehrt zudem die Nachtbuslinie N9.
| Linie | Verlauf |
| ----- | --- |
| 28    | Alsdorf-Annapark – Schaufenberg – Siedlung Ost – Mariadorf – Hoengen – Warden – Kambach – Kinzweiler – Hehlrath – Röhe – Eschweiler Bushof – Rathaus – Herz-Jesu-Kirche – Weisweiler – Hücheln (– Langerwehe Bf – Langerwehe Schulzentrum)                                                       |
| 29    | (Alsdorf KuBiZ –) Alsdorf-Annapark – Schaufenberg – Siedlung Ost – Blumenrath / Hoengen – Mariadorf |
| AL3   | (Alsdorf KuBiz –) Alsdorf-Annapark – Ofden – Kellersberg – Siedlung Ost – Alsdorf-Annapark |
| N9    | Nachtexpress: nur in den Nächten vor Samstagen sowie Sonn- und Feiertagen Elisenbrunnen – Aachen Bushof – (Liebigstr. → Haaren → / ← Alter Tivoli ← Scherberg ← Würselen ← Alsdorf) Weiden – Vorweiden – Linden-Neusen – Broicher Siedlung – Alsdorf-Mariadorf – Siedlung Ost – Alsdorf Annapark |